# حبق أنبوبي الشكل
حبق أنبوبي الشكل (الاسم العلمي:Ocimum tubiforme) هو نوع من النباتات يتبع جنس الحبق من الفصيلة الشفوية.